# مریم عبدالعزیز
مریم عبدالعزیز (زادهٔ ۲۹ ژانویهٔ ۱۹۵۶) که با نام مریم عزیز نیز شناخته می‌شود، همسر سابق سلطان حسن البلقیه است که از سال ۱۹۸۱ تا ۲۰۰۳ همسر او بود.

## اوایل زندگی
مریم به عنوان سومین فرزند عبدالعزیز بن عبدالله، که قبلاً به نام جیمز بل شناخته می‌شد، و پنگیران حاجه رشیده (همسر دوم او)، در ۲۸ ژانویهٔ ۱۹۵۶ به دنیا آمد. اصل و نسب پدرش انگلیسی و ژاپنی است. او به عنوان مهماندار هواپیمایی رویال برونئی (RBA) کار می‌کرد و بعداً به پرواز سلطان منتقل شد.

## ازدواج
مریم در ۲۸ اکتبر ۱۹۸۱ در بندر سری بگاوان به‌عنوان همسر دوم سلطان حسن البلقیه با ازدواج کرد. لقب دولی یانگ ترامات مولیا پنگیران ایستری به او اعطا شد. آنها با هم چهار فرزند دارند که شاهزاده عبدالعظیم، شاهزاده عظمه، شاهزاده فاضله، و شاهزاده عبدالمتین هستند. همچنین مشخص شد که او یک دخترخوانده به نام عفیفه عبدالله دارد
پس از اولین ملاقات در سال ۱۹۸۰، این زوج در فوریهٔ ۲۰۰۳ طلاق گرفتند. شاهزاده صوفری، برادر سلطان حسن البلقیه، در ۲ فوریهٔ ۲۰۰۳ اطلاعیه‌ای را در تلویزیون رسمی اعلام کرد که طبق آن، سلطان حسن البلقیه و همسرش مریم عبدالعزیز براساس قوانین شریعت از یکدیگر طلاق می‌گیرند. در مؤسسات دولتی و تجاری، چندین تصویر از همسر سابق سلطان که در کنار عکس‌های او و همسر اولش به نمایش گذاشته شده بود، پس از اعلام طلاق به سرعت از میان برداشته شدند. پادشاه ۱۰۰ روز فرصت داشت تا بدون نیاز به عهد ازدواج جدید نظر خود را تغییر دهد، اما هیچ توضیحی برای طلاق داده نشد.

## مشارکت‌های اجتماعی
پوسط احسان العامره الحجه مریم یک موسسهٔ خیریه و غیرانتفاعی است که به ارائهٔ آموزش، توانبخشی و فرصت‌های آموزشی با کیفیت بالا برای افراد با نیازهای ویژه اختصاص دارد. مریم به عنوان حامی پوسات احسان فعالیت می‌کند. این مرکز با هدف بهبود زندگی افراد دارای معلولیت تأسیس شد.

## میراث

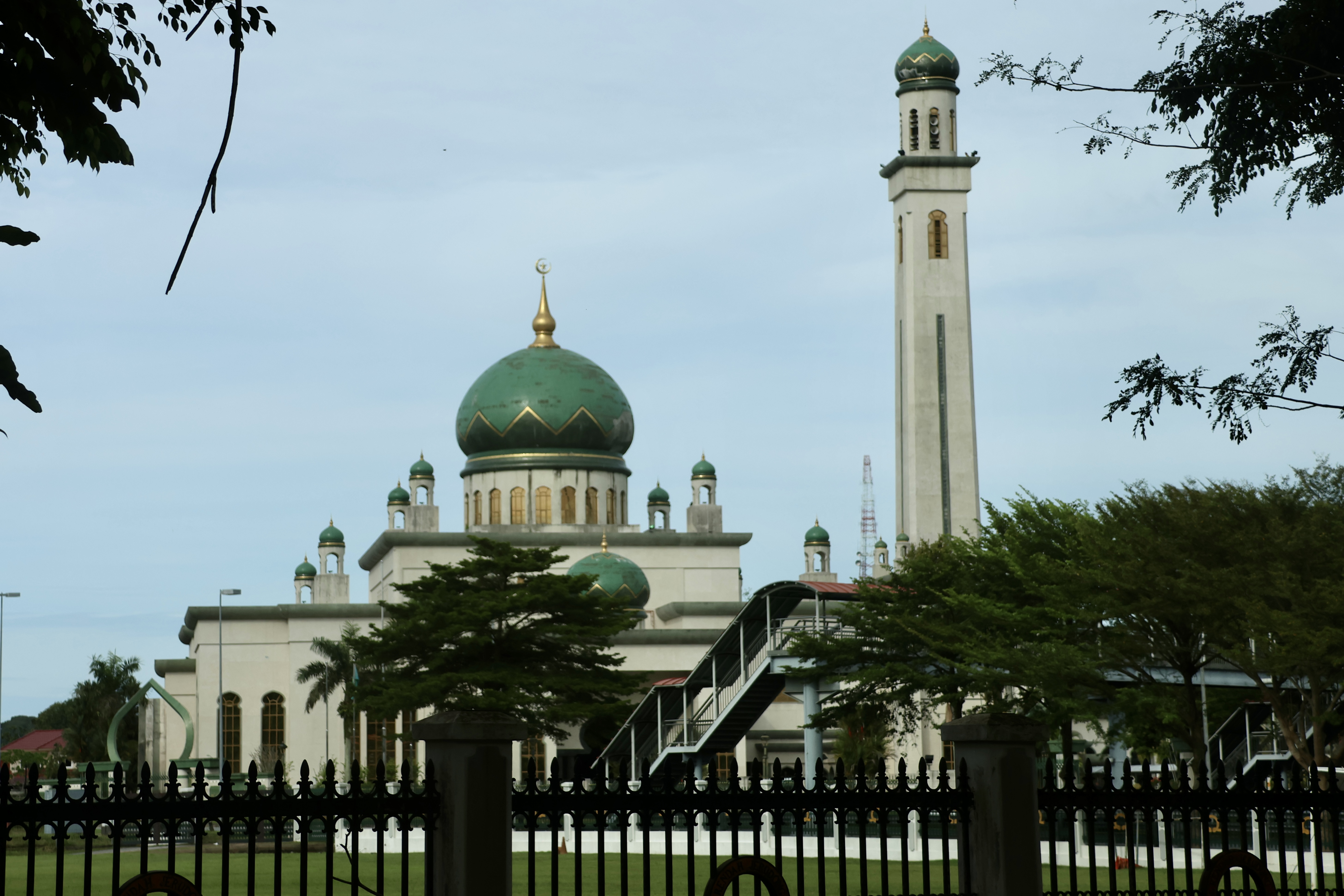
مسجد العامره الحجه مریم

### جای‌نام‌ها
- بیمارستان پنگیران ایستری حاجه مریم (بیمارستان PIHM)، محل چهارمین بیمارستان بزرگ منطقه‌ای کشور است و در شهر بنگر ناحیهٔ تمبورونگ واقع شده‌است.[۱۳]
- مدرسهٔ راهنمایی پنگیران ایستری حاجه مریم (SMPIHM)، مدرسه‌ای در کامپونگ سراسا.[۱۴]
- مسجد الامیرة الحجه مریم، محل عبادت در کامپونگ جرودونگ.[۱۵]

### افتخارات
جوایز ملی مریم پس از طلاقش در سال ۲۰۰۳ لغو شد، با وجود این، او هنوز عنوان داتین پادوکا سری را تا سال ۲۰۲۲ دارد او جوایز زیر را دریافت کرده‌است:

#### ملی
- نشان خانوادهٔ سلطنتی برونئی (۱۱ آوریل ۱۹۸۷)
- عالی‌ترین نشان درجه یک شجاعت (۲۹ نوامبر ۱۹۹۶)
- مدال سلطان حسن البلقیه (۱ اوت ۱۹۶۸)

#### خارجی
- اردن:
  -  نشان عالی حصار بزرگ رنسانس (۱۹ دسامبر ۱۹۸۴)
- مالزی:
  -  مدال خدمات مالزی (۱۱ آوریل ۱۹۸۷)
  -  نشان خانوادهٔ سلطنتی کلانتان (۷ مارس ۱۹۹۹)
  -  نشان خانوادهٔ سلطنتی جوهور درجه یک (۶ مارس ۱۹۹۷)
  -  نشان تاج جوهور نایت فرمانده بزرگ (۱۱ آوریل ۱۹۸۷)
  -  نشان ستارهٔ شاخدار فرمانده شوالیه ساراواک (DA) – «داتوک آمار»
- کره جنوبی:
  -  نشان اعظم موگونگوا (۶ آوریل ۱۹۸۴)
- مصر:
  -  درجه عالی فضایل (۱۷ دسامبر ۱۹۸۴)
- تایلند:
  -  نشان صلیب بزرگ از دستور چولا چوم کلائو (۲۰۰۲)[۱۷]